# Yablochkov (Mondkrater)
Yablochkov ist ein Einschlagkrater auf der Mondrückseite.
Yablochkov liegt südsüdöstlich des großen Kraters Schwarzschild, südwestlich von Gamow. In südöstlicher Richtung triff man auf Olivier und Volterra.
Der Krater ist durch viele nachfolgende Einschläge gezeichnet, was ein hohes Alter vermuten lässt. Seine Entstehungszeit wird der pränektarischen Periode zugerechnet.
Yablochkov hat einen Nebenkrater:
| Buchstabe | Position            | Durchmesser | Link |
| --------- | ------------------- | ----------- | ---- |
| U         | 61,88° N, 120,28° O | 31 km       |      |

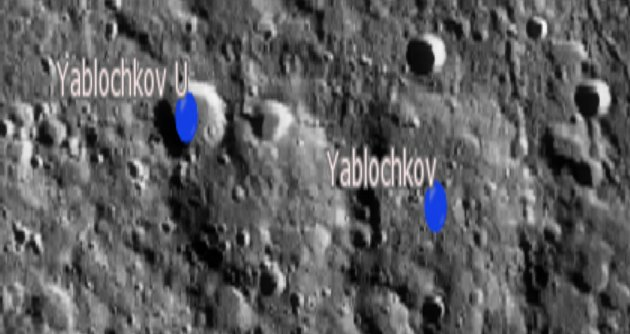
Yablochkov mit seinem Nebenkrater

Der Krater wurde 1970 von der IAU offiziell nach dem russischen Erfinder Pawel Nikolajewitsch Jablotschkow benannt.